# Riccardo Giacconi
Riccardo Giacconi (6 tháng 10 năm 1931 – 9 tháng 12 năm 2018) là nhà vật lý thiên văn người Ý/Mỹ đã đoạt Giải Nobel Vật lý năm 2002 cho công trình nghiên cứu đã dẫn tới việc thành lập ngành thiên văn học tia X.

## Cuộc đời và Sự nghiệp
Ông tốt nghiệp ở Đại học Milano, sau đó sang Hoa Kỳ để tiếp tục sự nghiệp nghiên cứu Vật lý thiên văn. Ông đã nhập quốc tịch Mỹ.
Việc bức xạ tia vũ trụ được khí quyển Trái Đất hấp thu, vì thế cần có các kính viễn vọng đặt trong không gian để dùng cho ngành thiên văn học tia X. Giacconi nghiên cứu việc làm dụng cụ cho thiên văn học tia X, từ các máy dò do hỏa tiễn mang theo từ cuối thập niên 1950 và đầu thập niên 1960, rồi tới các vệ tinh Uhuru - vệ tinh thiên văn học tia X đầu tiên trong quỹ đạo – trạm thiên văn Einstein, trang bị kính viễn vọng quan sát tia X đầu tiên trong không gian và trạm thiên văn tia X Chandra được phóng lên không gian năm 1999 và vẫn còn hoạt động. Giacconi cũng đã áp dụng kiến thức chuyên môn thành thạo của mình vào các lãnh vực khác của thiên văn học. Ông là giám đốc đầu tiên Viện Khoa học Kính viễn vọng không gian (Space Telescope Science Institute), trung tâm điều hành khoa học cho Kính viễn vọng không gian Hubble.
Giacconi đoạt Giải Nobel Vật lý năm 2002 "cho các đóng góp tiên phong vào khoa Vật lý thiên văn, đã dẫn tới việc phát hiện ra các nguồn tia X vũ trụ". Ông cũng đồng thời làm giáo sư vật lý và thiên văn (1982–1997) và giáo sư nghiên cứu (từ 1998) ở Đại học Johns Hopkins, và nay là giáo sư đại học. Trong thời gian này, ông cũng làm Tổng giám đốc của Đài thiên văn Nam Âu (1993–1999). Hiện nay, ông là nhà nghiên cứu chính cho Dự án "Chandra Deep Field-South" ở Trạm thiên văn tia X Chandra của NASA.

## Giải thưởng và Vinh dự
- Giải Thiên văn học Helen B. Warner (1966)
- Huy chương Bruce (1981)[3]
- Henry Norris Russell Lectureship (1981)
- Giải Heineman (1981)
- Huy chương vàng của Hội Thiên văn Hoàng gia (1982)
- Giải Wolf Vật lý (1987)
- Giải Nobel Vật lý (2002)
- Huy chương Khoa học quốc gia (2003)
- Huy chương Karl Schwarzschild (2004)
- Tiểu hành tinh 3371 Giacconi được đặt theo tên ông